# Rju Cshanggil
Rju Cshanggil (hangul: 류창길, RR: Ryoo Chang-Kil; 1940. november 5. –) észak-koreai labdarúgó.
Az észak-koreai válogatott tagjaként részt vett az 1966-os világbajnokságon.